# Officium Triste
Officium Triste é uma banda de doom/death metal formada em Rotterdam, Holanda, em 1994.

## Membros
- Pim Blankenstein - vocal
- Bram Bijlhout - guitarra
- Gerard - guitarra
- Lawrence Mayer - baixo
- Martin Kwakernaak - bateria

## Discografia
- Ne Vivam (1997)
- The Pathway (2001)
- Reason (2004)
- Giving Yourself Away (2007)
- Charcoal Hearts (2009)
- Mors Viri (2013)